# Donkey Kong Land 2
Donkey Kong Land 2 ist ein auf dem SNES-Spiel Donkey Kong Country 2: Diddy’s Kong Quest basierendes Videospiel, das von Rare entwickelt wurde und von Nintendo 1996 exklusiv für den Game Boy veröffentlicht wurde. In DKL2 stellen Diddy Kong und Dixie Kong die Protagonisten dar. Der Soundtrack basiert am  Soundtrack von Donkey Kong Country 2. Es war geplant, dass Donkey Kong Land 2 wie das SNES-Vorbild den Zusatztitel Diddy's Kong Quest tragen soll. Diese Idee wurde aber vor Veröffentlichung verworfen, um nicht den Eindruck zu erwecken, dass es sich bei DKL2 um eine Direktumsetzung von DKC2 handle.
Es ist der Nachfolger von Donkey Kong Land und der Vorgänger von Donkey Kong Land III.

## Hintergrundgeschichte
Donkey Kong wurde vom böswilligen King K. Rool entführt. Dieser fordert den Bananenvorrat der Kongs als Lösegeld. Dies wollen Diddy und Dixie Kong nicht hinnehmen und brechen auf, um Donkey Kong aus den Fängen von K. Rool zu befreien.

## Spielprinzip
In Donkey Kong Land 2 steuert der Spieler Diddy und Dixie Kong durch diverse Level. Dabei müssen Bonusspiele gefunden und absolviert werden, um eine Kremmünze zu erhalten. Diese werden benötigt, um vom muskulösen Kremling Klubba Eintritt in die verlorene Welt zu erhalten. Neben den Kremmünzen müssen auch DK-Münzen eingesammelt werden. Insgesamt können 47 Kremmünzen und 40 DK-Münzen vom Spieler gefunden werden. Außerdem können Bananen, Bananenstauden, Luftballons und die Buchstaben K-O-N-G eingesammelt werden. Für das Einsammeln aller vier Buchstaben, eines Luftballons oder 100 Bananen erhält man ein Extraleben. Auch Bananenmünzen sind häufig in Level zu finden, diese werden als Zahlungsmittel bei den anderen Mitgliedern der Familie Kong benötigt. Gespeichert werden kann das Spiel wie im SNES-Vorbild in der Kong Schule, welche Wrinkly Kong leitet.

## Spielwelten
DKL2 ist das einzige Spiel der Donkey-Kong-Land-Reihe, bei dem die Spielwelten denen des SNES-Vorbilds meist sehr stark ähneln. Die Level tragen, bis auf wenige Ausnahmen, dieselben Namen wie die Level in DKC2, wurden aber meistens komplett neu gestaltet. DKL2 besteht aus sieben Spielwelten mit insgesamt 38 Leveln und hat vier unterschiedliche Endgegner.
- Gangplank Galleon (5 Level + Endgegner Krow): Ist der Spielwelt Gallionsplanken aus Donkey Kong Country 2 nachempfunden. Auch der Endgegner ist derselbe wie im SNES-Spiel. Die Level haben aber meistens ein komplett neues Erscheinungsbild.
- Krem Cauldron (9 Level + Endgegner Kleever): Krem Cauldron setzt sich aus den DKC2-Spielwelten Krokodilkessel und Kremkai zusammen. Diese Welt enthält die meisten Level in DKL2.
- Krazy Kremland (7 Level + Endgegner King Zing): Diese Welt basiert zwar auf der Spielwelt Tiefes Kremland aus Donkey Kong Country 2 und besitzt auch denselben Endgegner, ihr Aufbau wurde aber stark verändert.
- Gloomy Gulch (5 Level + Endgegner Krow): Die Welt an sich sieht exakt so aus, wie die Donkey-Kong-Country-2-Spielwelt Düsterschlucht, die Leveldesigns weichen aber auch in dieser Spielwelt stark vom SNES-Vorbild ab.
- K. Rool's Keep (6 Level + Kein Endgegner): Sieht der Spielwelt K. Rools Reich aus DKC2 sehr ähnlich. Die Level sind zwar denen aus DKC2 in gewisser Weise nachempfunden, aber wie alle anderen Level anders aufgebaut. Diese Spielwelt hat keinen Endgegner. Im letzten Level von K. Rool's Keep wird nur eine Zwischensequenz eingespielt, in der der gefesselte Donkey Kong zu sehen ist.
- The Flying Krock (1 Level + Endgegner Kaptain K. Rool): Das Pendant zum Fliegenden Krokodil aus DKC2. Hier muss der finale Endgegner K. Rool das erste Mal besiegt werden.
- Lost World (5 Level + Endgegner Kaptain K. Rool): Die verlorene Welt von DKL2. Hier ist das letzte Level des gesamten Spiels und der zweite Kampf mit K. Rool bestreitbar. In dieser Welt können keine Kremmünzen geholt werden, jedoch sind weiterhin Bonusspiele auffindbar. Schafft ein eines von diesen, erhält man hier eine DK-Münze.

## Verkaufte Einheiten
Donkey Kong Land 2 wurde weltweit schätzungsweise 2,35 Millionen Mal verkauft. Auf der Liste der erfolgreichsten Game-Boy-Spiele belegt es damit Platz 15.

## Trivia
Am Ende des Spiels, bei Auswertung der Anzahl der vom Spieler gefundenen DK-Münzen, haben die Nintendo-Charaktere Mario und Yoshi einen Cameo-Auftritt.